# 마쓰다이라 미쓰시게 (도다 마쓰다이라가)
마쓰다이라 미쓰시게(일본어: 松平光重, 1622년 ~ 1668년 9월 6일)는 에도 시대 전기의 다이묘이다. 하리마 아카시번 제2대 번주, 미노 가노번 초대 번주를 지냈다. 도다 마쓰다이라가(戸田松平家) 제3대 당주. 도다 마쓰다이라가 제2대 당주.
친부는 마쓰다이라 다다미쓰이며 그의 장남으로 태어났다.